# Гангстери в океані
«Гангстери в океані» — художній фільм-бойовик 1992 року.

## Зміст
Події починаються у Сінгапурі 1987 року. Звідти відправляється радянський корабель «Бердянськ», що зробив тимчасову зупинку, і прямує до США через Філіппіни. На очах моряків «Бердянська» американське судно атакували і потопили. На допомогу до постраждалих прийшов корабель «Бердянськ» і врятував екіпаж потопленого судна, узявши його членів до себе на борт. Та на «Бердянськ» теж нападають «морські гангстери», виправдовуючи свою поведінку тим, що на кораблі везуть «біологічну зброю», що начебто схована у кисневих балонах. Під час захоплення капітан потопленого судна Стюард Дональд просить відпустити судового лікаря «Бердянська» Анну Григорівну, тому що за фальшивою інформацією Стюарда, у відділені знаходиться два постраждалих американця з потопленого корабля, і їм дуже потрібна допомога (насправді Стюард симпатизував Анні). Морські гангстери захоплюють «Бердянськ», перевіряючи вантаж (де й насправді була зброя), і висаджуючи радянських полонених на одну частину острова, а американців на іншу, у казарму. Потім до матросів із США заходить «глухонімий» чоловік літнього віку, що начебто усіх обслуговує. Після цього американські матроси Джо і Прайс звинувачують Стюарда у тому, що той здружився з членом екіпажа судна (з Анною Григорівною), яке перевозить зброю, та той відповідає, що то не діло Джона і Прайса, бо при такій справі усіх членів екіпажу не інформують про це. Далі Стюарда викликає на допит командир гангстерів зі злістю про те, що той збрехав, бо у лазареті знаходилися радянські, і що той цим допоміг лікарю, і це значить, що той їй допомагає. І після цього капітан Стюард просить приходу американського консульства до них, і командир не відмовляє. Стюард вирішує, що всю інформацію розповіли Джон та Прайс. Той хапає першого за шию і починає допитувати, але матроси Стюарда просять залишити Джона у спокої. На іншій же половині острова тортують старпома корабля «Бердянська» Геннадія Івановича, за те, що той під час штурму корабля вдарив одного з гангстерів так, що той вилетів за борт. Тим часом до американців заходить другий секретар американського посольства Девід Коллін, як і просив Стюард. Разом з ним усі роздумують, чи справді на них напали не дарма, і чи не винні у цьому росіяни, адже на Філіппінах такої зброї не виробляють. Усі з цим погоджуються, крім капітана. Також Коллін каже, що американців через день відправлять у Манілу, а звідти одразу додому до Сан-Франциско. Потім Прайс просить у секретаря трохи сигарет, і той їх дає з приємністю. Та Стюарду знову щось не подобається, тільки зараз вже у Девіді. Коли Девід йде, Стюард розповідає, що їх і російських затримали не просто філіппінці, а якісь зловмисники, і Девід, насправді, більше прислуга господарю Месото (що був командиром атакуючого корабля), і що той просто хоче відвезти підозри від справжніх зловмисників. Потім, коли знову приходить глухонімий обслуговувач, Стюард представляє докази — хапає того за шию, і починає допитувати. Далі Стюард питає у команди, що з ним робити, і матрос Вілкі каже, що його треба кинути до сартиру. Прислуга каже, що там його схопить господар Месото (що буде не дуже добре для прислуги), і що як з ним все буде у порядку, той допоможе всім втекти, не втікаючи самому, бо у зовнішньому світі йому буде важче жити, ніж на острові. Ще той розповідає, що Коллін справді самозванець. Потім за питанням Стюарда, той розповідає, як він опинився на острові. Як виявилося, 20 років тому той теж був моряком, та на їх судно напали, перефарбували й продали, а екіпаж сховали на острові у підземельних печерах, де зараз тримають і російських. Точну кількість людей там прислуга не знає, бо при ньому захопили близько 30 кораблів з невідомими одиницями членів екіпажу, і усіх полонених змушують виробляти різновидну зброю (яку, можливо, підкинули «Бердянську», і ним же потопили корабель американців). Дякуючи старому, американці вибираються зі своєї казарми у печери. Тим часом зв'язаний старпом б'є головою у голову Месото так, що той б'ється потилицею о стіну і втрачає свідомість. Старпом вихоплює ніж, і зрізає з себе мотузки. Американці, побачивши людину з автоматом, вирубають його, взявши автомат. Потім ті одразу виходять на слід Колліна, узявши його у полон. Старпом же, побачивши, що йде злодій, приставляє до його шиї ніж, і питає, як знайти своїх. Злодій розповідає це, та інформує, що у тому місці немає охорони — всі закриті у якомусь приміщені. Далі старпом вихоплює ключ від камери у зловмисника. Вілкі каже Колліну, що «хочуть до Сан-Франциско полетіти не завтра, а сьогодні», а Стюарт додає, що як він допоможе з цим, йому дозволять дожити до старості. Колліну подобається ця домовленість, але той заперечує, що підземні організації, що виробляють зброю, не дадуть це зробити. І ще той каже, що СРСР і США починають домовлятися з приводу виробництва зброї, а філіппінці теж його виготовляють, і сховавши його на Бердянську, ті очікували, що американці «підтвердять» присутність у цьому росіян. Також, під землею справді є біологічна зброя, і американці хочуть її побачити. Спустившись у підземелля, команда вмикає камери, на яких записане виробництво зброї (у тому числі біологічної). Коллін хоче натиснути кнопку, при натисканні якої одразу приходить охорона, але до його голови приставляють пістолет, погрожуючи вбити, якщо щось піде не так. Старпом же, йде до камери, де зберігають радянських, і відчиняє її за допомогою ключа, і оскільки (щоб того не впізнали) забрав форму одного зі зловмисників, щоб того впізнали свої, той промовляє фразу, яку промовляв ще спочатку фільму «Хто на екскурсію до Сінгапуру, стати ліворуч (рос. Кто на экскурсию по Сингапуру, стать влево)». Капітан «Бердянську» бере пістолет у старпома, і команда виходить з камери. Тим часом старпом іде до американців, а Девід відбирає пістолет у Вілкі і приставляє його до його голови, погрожуючи вбити, як інші не віддадуть автомати йому. Той змушує всіх стояти біля стіни і наказує кудись іти, але Собакін (член екіпажу «Бердянську») виходить із засідки і обеззброює Девіда. Троє моряків (Стюард, старпом і боцман радянського судна) випливають з острова на корабель. Боцман по кораблю залазить на палубу і душить гвинтівкою одного з гангстерів, і спускає мотузкову драбину. Старпом зі Стюардом, забравшись на корабель, також починають штурм судна. Після штурму починається битва з іншим кораблем, в результаті якої екіпаж «Бердянську» пливуть геть. Головні герої допливають до Америки, де Стюард більше знайомиться з Анною.

## У ролях
- Анна Самохіна — Анна Григорівна, лікар на «Бердянську»;
- Петеріс Гаудіш — Стюард Дональд, капітан потопленого корабля;
- Армен Джигарханян — капітан «Бердянську»;
- Михайлов Олександр — старпом